# Beschuit met Muisjes

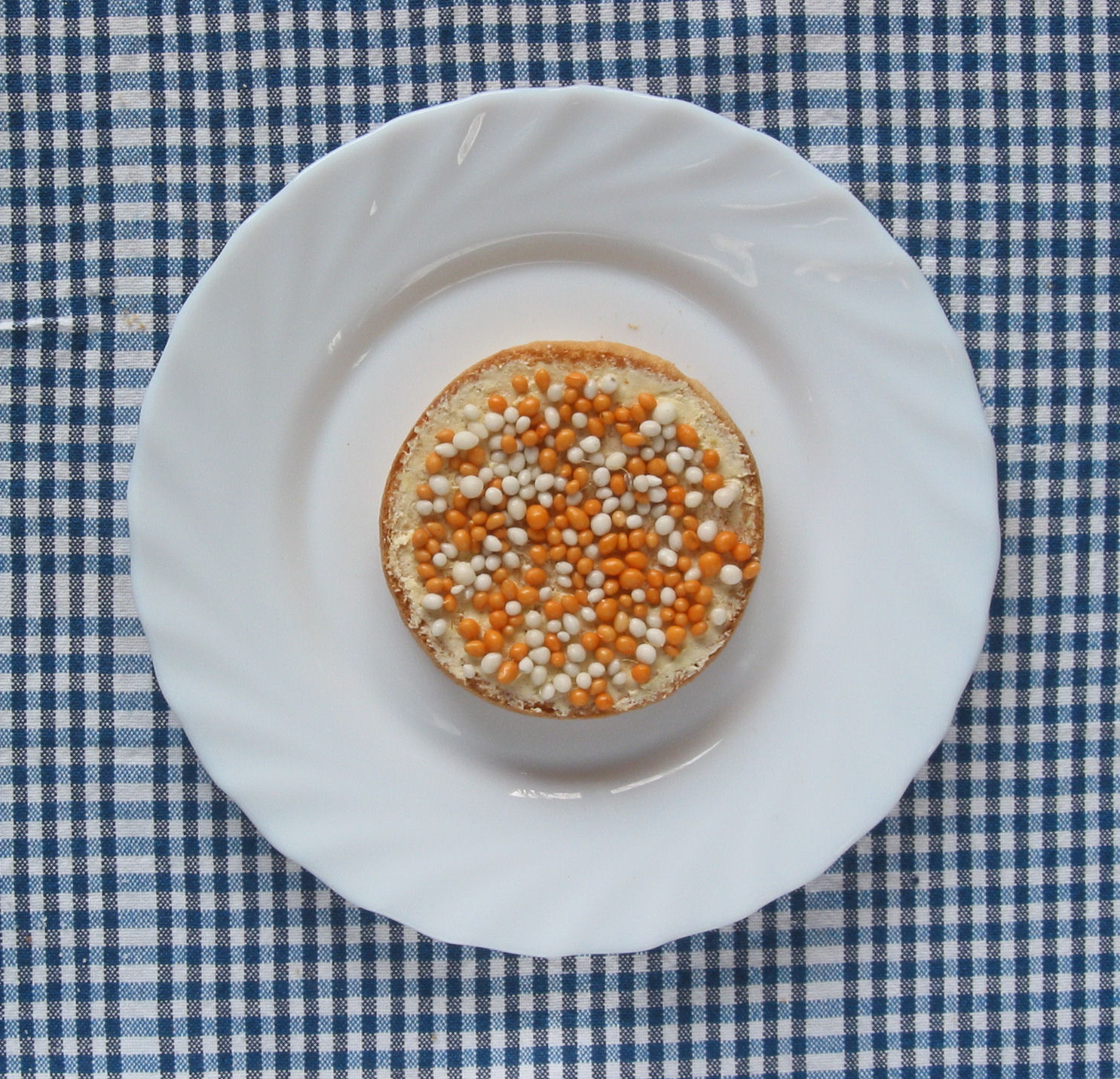
Suchar s oranžovými „myškami“

Beschuit met muisjes („suchary s myškami“) je tradiční pohoštění podávané v Nizozemsku při oslavě narození dítěte.
Beschuit je pečivo podobné sucharům, ale kulatého tvaru a poněkud měkčí. Muisjes („myšky“) byla semena anýzu v cukrové polevě, která se tvarem podobají myším (mají ocásek). V současnosti má tato pochoutka tvar kuliček, ale název zůstal.
Suchary se mažou máslem a posypávají „myškami“, které se prodávaly ve směsích dvou barev podle pohlaví narozeného dítěte: bílo-růžové při narození dívky a bílo-modré při narození chlapce.
Na oslavu narození dítěte v královské rodině se začaly objevovat oranžové „myšky“ – jako připomínka barvy Nizozemské monarchie.

## Historie
Jíst suchary s „myškami“ při narození dítěte je stará tradice, která se rozšířila během 19. století. Dříve se narození oslavovalo tím, že se sourozencům a dětem ze sousedství nabízely silně pocukrované suchárky a říkalo se, že je přineslo novorozené dítě. Cílem bylo získat sympatie starších dětí k novému členu rodiny. Zatímco chudí jedli na oslavu narození dítěte bílý chléb s cukrem, bohaté rodiny nabízely suchary posypané „myškami“. „Myšky“ byly původně dostupné ve dvou barvách: růžové, když se narodila dívka, a bílé, když se narodil chlapec. Použití semen anýzu pro výrobu „myšek“ se vysvětluje jejich účinkem na produkci mléka (latinsky lactagoga). Původ názvu „myška“ s největší pravděpodobností pochází z tvaru semen anýzu pokrytého mnoha vrstvami cukru; připomínají myši díky tomu, že mají vyčnívající ocásky. Název může také odkazovat na vysokou plodnost myší. „Myšky“ se nejen sypou na suchary, ale také se jimi plní lahvičky podobné kojeneckým lahvím, z nichž děti jedí „myšky“ jako pochoutku. Oranžové „myšky“ pro posypání sucharů se poprvé objevily 31. ledna 1938 při oslavě narození princezny Beatrix – dcery královny Juliány a prince Bernharda. V současnosti se prodávají muisjes v podobě drobných kuliček.